# Tom and Jerry: The Movie
Tom and Jerry: The Movie (Nederlandse DVD-titel: Tom en Jerry: De film) is een Amerikaanse animatiefilm uit 1992, geregisseerd door Phil Roman en geschreven door Dennis Marks. De film werd gecoproduceerd door Live Entertainment, Turner Entertainment Co., WMG Film en Film Roman.

## Rolverdeling

### Originele stemmen
- Richard Kind: Tom
- Dana Hill: Jerry
- Anndi McAfee: Robyn Starling
- Charlotte Rae: Tante Figg
- Tony Jay: Likkevoet
- Michael Bell: Ferdinand
- Henry Gibson: Doctor Appelwang
- Ed Gilbert: Puggsy en Meneer Starling
- David L. Lander: Frankie da Flea
- Rip Taylor: Kapitein Kiddie
- Howard Morris: Squawk
- Michael Bell, Sydney Lassick, Don Messick, Tino Insana, B. J. Ward, Greg Burson, Raymond McLeod, Mitchell D. Moore en Scott Wojahn: Overige stemmen

### Nederlandse stemmen[1]
- Just Meijer: Tom
- Maarten Veerman: Jerry
- Laura Vlasblom: Robyn Starling
- Marjol Flore: Tante Figg
- Carol van Herwijnen: Likkevoet
- Jérôme Reehuis: Doctor Appelwang
- Hans Boskamp: Kapitein Kiddie en Bram
- Olaf Wijnants: Franky de flo

## Release
De film ging voor het eerst in première in Duitsland op 1 oktober 1992 en werd een jaar later, op 30 juli 1993, in de VS uitgebracht. In Nederland ging de film op 18 februari 1993 in de bioscopen in première, waar hij werd gedistribueerd door Meteor Film Productions.